# Ганібал Вілегас
Ганібал Вільєгас був перуанським юристом і дипломатом . Він був міністром закордонних справ у 1902 році.

## біографія
У 1870-х роках був генеральним консулом Перу в Гамбурзі . На початку війни на Тихому океані він самовіддано підтримав зусилля з придбання військових кораблів для перуанського флоту, але безрезультатно. У 1890-х роках він був міністром-резидентом Перу в Німеччині. 5 липня 1893 року в Гамбурзі він завершив з полковником Карлосом Паулі угоду, за якою перуанська держава замовляла послуги цього німецького солдата. У 1896 році він став міністром-резидентом Перу в Швейцарії . Але через економічну кризу, з якою зіткнулося Перу, у 1899 році представництва в Німеччині та Швейцарії були закриті.
9 серпня 1902 року він був призначений міністром закордонних справ, увійшовши до складу кабінету під головуванням філософа Алехандро Деустуа . Тоді правив президент Едуардо Лопес де Романья . Йому довелося зіткнутися з претензіями Еквадору на розширення своїх володінь на південь від гирла річки Агуаріко, погрожуючи просуватися до річки Напо . Зміна комунікацій змогла на мить зберегти статус-кво. Наступного року відбулася битва при Анготеросі, хоча на той час Вільєгас уже не керував канцелярією.
Йому також довелося зіткнутися зі скандалом «Віссе-кабельграми». Депутат від Демократичної партії Педро де Осма-і-Пардо засудив перед Палатою депутатів виявлення телеграми, яку чилійський генеральний консул у Лімі надіслав чилійському міністру закордонних справ Хосе Франсіско Вергара Доносо, де йому було повідомлено, що перуанський уряд не буде приєднатися до тристороннього пакту з Еквадором і Колумбією, інформація про те, що хтось просочив з канцелярії Перу ( 3 жовтня 1902 р. ). Пізніше стало відомо, що це був Карлос Віссе Портокарреро, дипломат та історик з Такни, який надіслав повідомлення, хоча, як пізніше було перевірено, він не мав наміру шпигунства чи нелояльності, а радше віддалити свою країну від небезпечної анти - Перуанський альянс Чилі з Колумбією. Телеграма також була зроблена не чилійським консулом, а його батьком, за пропозицією Віссе, і на особистих і приватних засадах. Крім того, сам президент Лопес де Романья визнав, що знав про існування телеграми за кілька хвилин до її відправлення. Віллегас і Віссе мали тісну дружбу, підтверджену в Німеччині та Швейцарії; вони також підтримували сердечну дружбу з канцлером Чилі. У будь-якому випадку, це питання викликало дуже бурхливі дебати в Сенаті та прискорило падіння кабінету Деустуа наприкінці того ж жовтня. Опозиція використала цей інцидент, щоб дискредитувати міжнародну політику уряду Лопеса де Романьї.